# Christophe Mengin
Pour les articles homonymes, voir Mengin.
Christophe Mengin, né le 3 septembre 1968 à Cornimont (Vosges), est un coureur cycliste français professionnel de 1995 à 2008.

## Biographie
Licencié au Vélo Sprint Anould chez les amateurs, il brille d'abord en cyclo-cross. Il ne passe professionnel qu'en 1995 après un stage dans l'équipe Chazal-MBK-König. Ayant une formation et un emploi de menuisier avant de passer professionnel, il cesse cette activité mais garde la possibilité de la reprendre au terme de ce premier contrat si sa carrière devait s'arrêter.
D'un tempérament de baroudeur, on le voit souvent actif dans les petits groupes d'échappés, parfois pour la victoire comme dans la 16e étape du Tour de France (Morzine-Fribourg) en 1997. Il porte pendant 10 jours le maillot du meilleur grimpeur du Tour de France 2002. Lors de l'édition 2005, il chute dans le dernier virage de la 6e étape (Troyes-Nancy) alors qu'il était le dernier rescapé de l'échappée matinale. Il prend sa retraite à la fin de l'année 2008. Il redevient par la suite menuisier.

## Palmarès sur route

### Palmarès amateur
- 1988

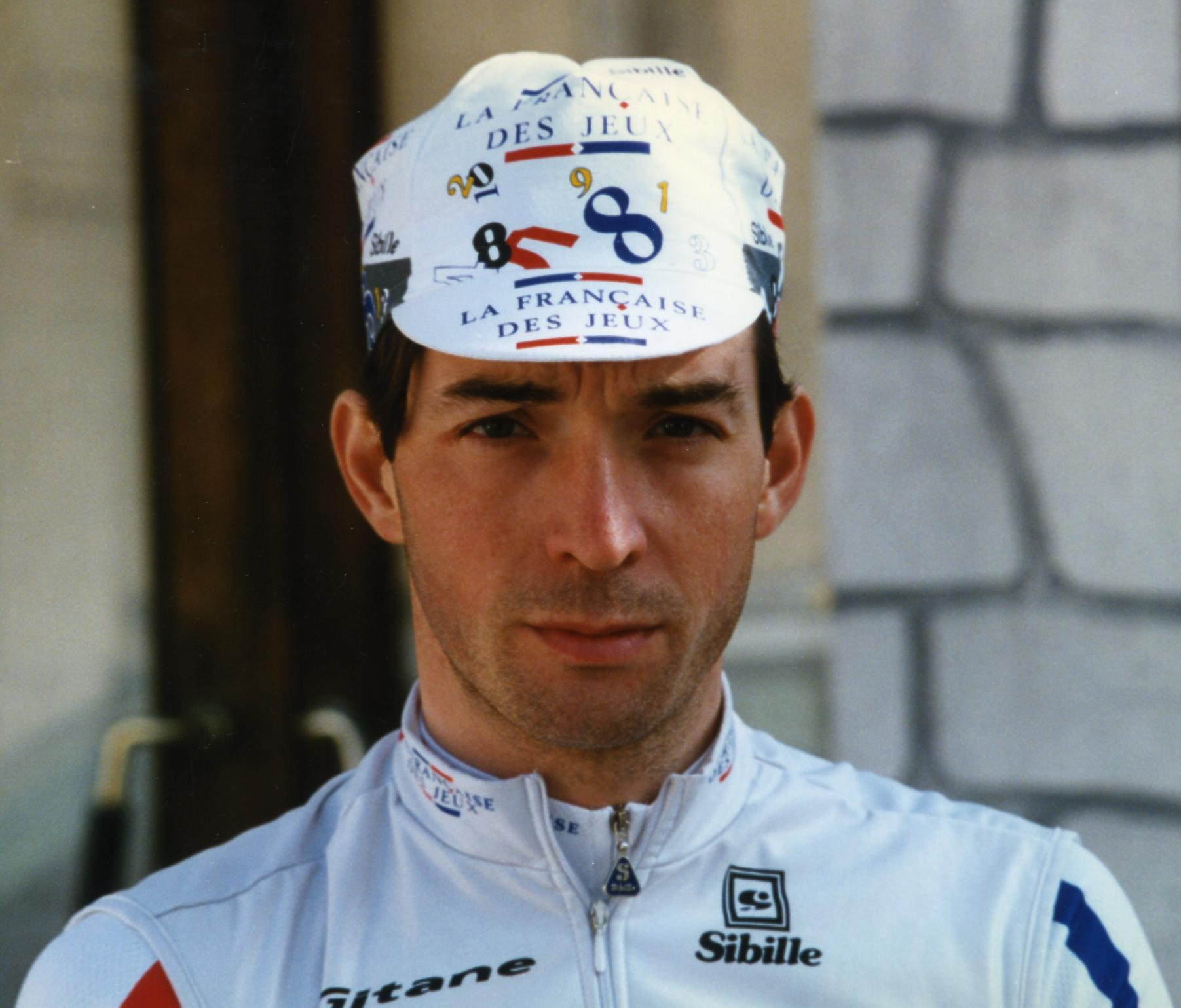
Christophe Mengin lors du Paris-Nice 1997

  - 2e du championnat de Lorraine sur route
  - 2e du Grand Prix du Val de Villé
- 1989
  - Champion de Lorraine de cyclo-cross
  - 2e du Manx Trophy
- 1990
  - 3e étape du Tour de la Haute-Marne
  - 3e étape du Tour des Vosges
  - 2e du Manx Trophy
- 1991
  - Manx Trophy
  - 2e et 8e étapes du Circuit des Mines[3]
  - 2e du Tour de la Haute-Marne
  - 2e du championnat de Lorraine sur route
  - 3e de la Ronde des Vosges
- 1992
  - Boucles de la Meuse
  - 4e étape du Circuit des Mines[4]
  - 3e du Tour du Gévaudan
- 1993
  - Grand Prix des Carreleurs
  - Grand Prix de Tokyo
  - 8e étape de la Course de la Paix
- 1994
  - Circuit des Mines
  - Grand Prix de Genève
  - 3e étape du Tour d'Autriche
  - Trophée Saleine
  - Boucles de la Meuse
  - Grand Prix de Tokyo
  - 2e du Tour de la Haute-Marne
  - 3e du Regio-Tour
  -  Médaillé de bronze au championnat du monde sur route amateurs

### Palmarès professionnel
| - 1995 - 2e du Grand Prix de la ville de Rennes - 1997 - 1re étape des Trois Jours de La Panne - 16e étape du Tour de France - 1998 - 3e étape du Tour de Castille-et-León - 6e de la HEW Cyclassics - 1999 - Grand Prix de Plouay - 2003 - Cholet-Pays de Loire | - 2004 - 2e du Tro Bro Leon - 2006 - 9e de Paris-Roubaix - 2007 - 4e étape de l'Etoile de Bessèges - 5e de Gand-Wevelgem - 2008 - 2e des Boucles de l'Aulne |  |

## Résultats sur les grands tours

### Tour de France
11 participations
- 1995 : hors délai (9e étape)
- 1997 : 48e, vainqueur de la 16e étape
- 1998 : 66e
- 1999 : 70e
- 2000 : 95e
- 2001 : 102e
- 2002 : 86e
- 2003 : 110e
- 2004 : 84e
- 2005 : non-partant (8e étape)
- 2006 : 131e

### Tour d'Espagne
1 participation
- 1996 : abandon

## Classements mondiaux
| Année              | 1995 | 1996 | 1997 | 1998 | 1999 | 2000 | 2001 | 2002 | 2003 | 2004 | 2005 | 2006 | 2007 | 2008 |
| ------------------ | ---- | ---- | ---- | ---- | ---- | ---- | ---- | ---- | ---- | ---- | ---- | ---- | ---- | ---- |
| Classement UCI     | 381e | 441e | 110e | 167e | 169e | 317e | 399e | 394e | 140e | 432e |      |      |      |      |
| Classement ProTour |      |      |      |      |      |      |      |      |      |      | nc   | 152e | 93e  | nc   |

## Palmarès en cyclo-cross
- 1987-1988
  -  Champion de France de cyclo-cross espoirs
- 1996-1997
  -  Champion de France de cyclo-cross
- 1997-1998
  -  Champion de France de cyclo-cross
  - Grand Prix Adrie van der Poel, Hoogerheide
  - 8e du championnat du monde de cyclo-cross